# Przyłęk (Grande-Pologne)
Pour les articles homonymes, voir Przyłęk.
Przyłęk (prononciation : [ˈpʂɨwɛnk]) est un village polonais de la gmina de Nowy Tomyśl dans le powiat de Nowy Tomyśl de la voïvodie de Grande-Pologne dans le centre-ouest de la Pologne.
Il se situe à environ 3 kilomètres au nord-ouest de Nowy Tomyśl (siège de la gmina et du powiat) et à 55 kilomètres à l'ouest de Poznań (capitale régionale).

## Histoire
De 1940 à 1943, des Juifs et des polonais sont réduits en esclavage dans un camp de travail nazi construit sur le territoire du village ((pl)Obóz pracy w Przyłęku (pl)). Employés à la construction de l'autoroute de Berlin à Poznań, des prisonniers sont morts sur place de maladie, de faim et d'épuisement physique. Un monument à leur mémoire est érigé en 1979. De 1975 à 1998, le village faisait partie du territoire de la voïvodie de Poznań.
 Depuis 1999, Przyłęk est situé dans la voïvodie de Grande-Pologne.
Le village possède une population de 669 habitants en 2014.

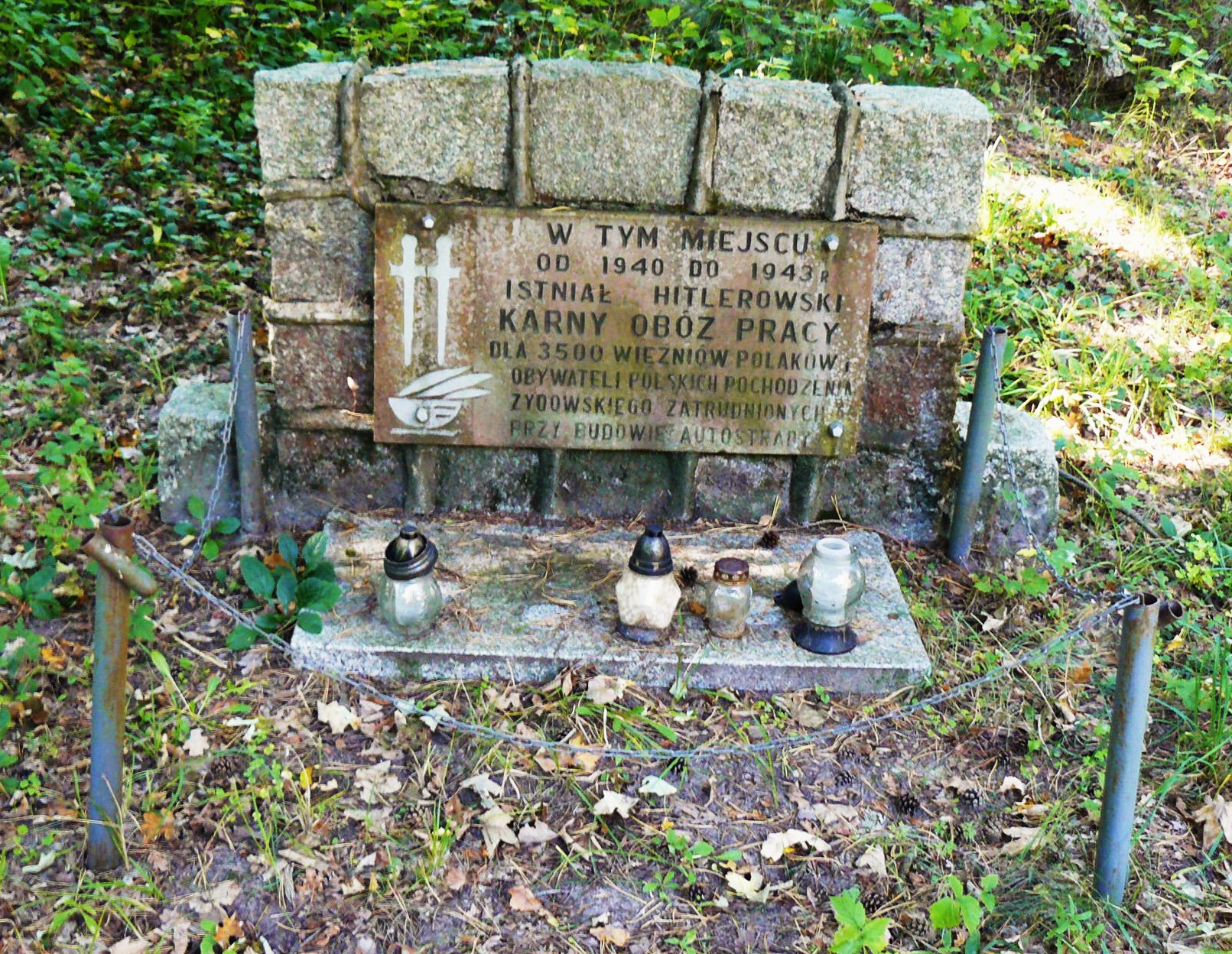
Monument en hommage aux travailleurs forcés.